# Örnarna Speedway
Örnarna Mariestad () właśc. Mariestads Motorklubb Örnarna Speedway - żużlowy klub z Mariestad.

## Sukcesy
Zespół zdobywał 4 razy tytuł Drużynowego Mistrza Szwecji w latach 1992, 1993, 1994, 1996.
- Drużynowe Mistrzostwa Szwecji:
  - złoto: 4 1992, 1993, 1994, 1996.
  - srebro: 3 1987, 1989, 1990.
  - brąz: 5 1966, 1971, 1979, 1995, 1997.

## Skład na sezon 2007
- Niklas Klingberg
- Niklas Karlsson
- Norbert Kościuch
- David Howe
- Wojciech Druchniak
- Leon Madsen
- Lars Hansen
- Tomas Olsson
- Roman Chromik
- Per-Ola Klasson
- Christian Agö